# 蒙雷阿勒
蒙雷阿勒（法語：Montréal，法語發音：[mɔ̃ʁeal] ⓘ）是法国奥德省的一个市镇，位于该省西北部，属于卡尔卡松区。

## 地理
蒙雷阿勒（43°12'0"N, 2°8'27"E）面积55.03 平方千米，位于法国奧克西塔尼大區奥德省，该省份为法国南部沿海省份，北起塔恩省，西北接上加龙省，西接阿列日省，南至东比利牛斯省，东临地中海，东北与埃罗省接壤。
与蒙雷阿勒接壤的市镇（或旧市镇、城区）包括：阿莱拉克、阿尔佐讷、阿尔藏斯、布拉姆、布吕盖罗勒、卡约、卡亚韦勒、拉福尔斯、圣厄拉利、维拉尔泽勒-迪拉泽斯、蒙雷阿勒新城、维勒西斯克勒、方若。

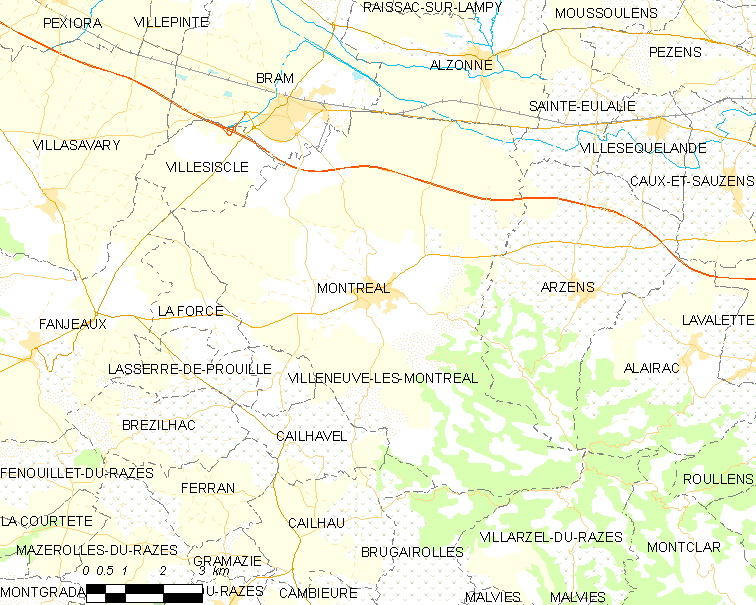
蒙雷阿勒的OSM定位图

蒙雷阿勒的时区为UTC+01:00、UTC+02:00（夏令时）。

## 行政
蒙雷阿勒的邮政编码为11290，INSEE市镇编码为11254。

## 政治
蒙雷阿勒所属的省级选区为努瓦尔山区拉马勒佩尔县。

## 人口

1962-2008年间蒙雷阿勒人口变化图示

蒙雷阿勒于2022年1月1日时的人口数量为2116人。